# Arcola, Texas
Arcola är en ort i Fort Bend County i delstaten Texas, USA.